# John William McCormack

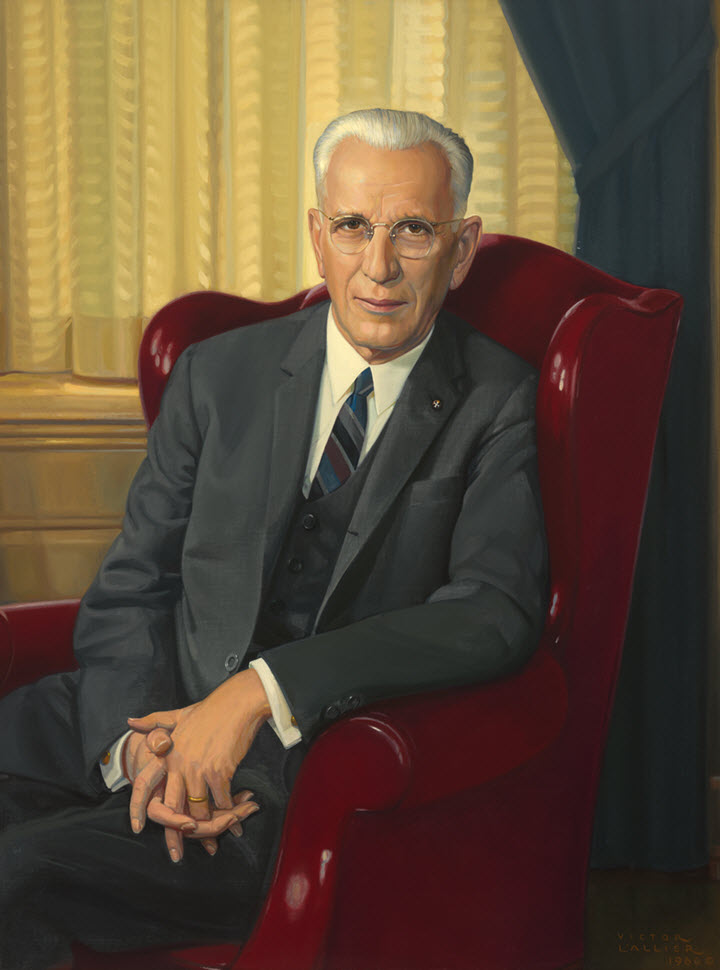
John William McCormack

John William McCormack, född 21 december 1891 i Boston, död 22 november 1980 i Dedham, Massachusetts, var en amerikansk demokratisk politiker. Han var den 53:e talmannen i USA:s representanthus 1962-1971.
McCormack inledde 1913 sin karriär som advokat i Boston. Han tjänstgjorde i United States Army i första världskriget. Han var ledamot av Massachusetts House of Representatives, underhuset i delstatens lagstiftande församling, 1920-1922. Han var därefter ledamot av delstatens senat 1923-1926.
McCormack var ledamot av USA:s representanthus från Massachusetts 1928-1971. Innan han blev talman tjänstgjorde han som majoritetsledare 1940-1947, 1949-1953 och 1955-1961. Han var också demokratisk whip 1947-1949 och 1953-1955, när demokraterna var i minoritet i representanthuset.